# Magnetic Man
Magnetic Man est un groupe britannique de dubstep, originaire de Croydon, en Angleterre. Il est formé par les artistes Benga, Skream et Artwork.

## Histoire
Les trois artistes se rencontrent d'abord à la fin des années 1990 au magasin Big Apple Records à Croydon, en Angleterre. Quand ils mettent en place leur projet de groupe musical, ils souhaitent, dans un premier temps, ne pas révéler leurs vraies identités pour voir si les gens apprécieront leur musique pour ce qu'elle est ou parce qu'elle a été composée par ces trois pionniers du dubstep.
Lorsqu'ils jouent ensemble, ils utilisent trois ordinateurs : le premier joue les boucles de batterie, l'autre les basses, et le troisième lance les samples et les mélodies. C'est Artwork qui contrôle l'ordinateur-maître, les deux autres étant synchronisés à celui-ci en MIDI. Leurs lives sont généralement composés de morceaux originaux produits ensemble et de remixes de morceaux de Benga et de Skream, le tout illustré par le groupe de VJ Novak Collective. Les Magnetic Man signent sur Columbia Records en février 2010 et ont terminé la tournée inaugurale de leur premier album le 5 novembre 2010. Ce premier album, Magnetic Man, sort le 10 octobre 2010 par Sony BMG via son label Columbia Records.

## Discographie

### Albums studio
| Année | Album                                                                                           | Meilleur classement | Meilleur classement |
| Année | Album                                                                                           | UK                  | BEL (FLA)           |
| ----- | ----------------------------------------------------------------------------------------------- | ------------------- | ------------------- |
| 2010  | Magnetic Man - Sortie: 11 octobre 2010 - Label: Columbia Records - Formats: CD, digital, vinyle | 5                   | 70                  |

### EP
| Année | Maxi                                                                              |
| ----- | --------------------------------------------------------------------------------- |
| 2009  | The Cyberman - Sortie : 30 mars 2009 - Label : Magnet - Formats : digital, vinyle |

### Singles
| Année | Single                                  | Meilleur classement | Meilleur classement | Meilleur classement | Meilleur classement | Album        |
| Année | Single                                  | UK                  | BEL (FLA)           | BEL (WAL)           | DEN                 | Album        |
| ----- | --------------------------------------- | ------------------- | ------------------- | ------------------- | ------------------- | ------------ |
| 2010  | I Need Air                              | 10                  | 27                  | 55                  | 13                  | Magnetic Man |
| 2010  | Perfect Stranger (featuring Katy B)     | 16                  | 63                  | 78                  | —                   | Magnetic Man |
| 2011  | Getting Nowhere (featuring John Legend) | 65                  | 4                   | 32                  | —                   | Magnetic Man |
| 2011  | Anthemic (featuring P-Money)            | —                   | —                   | —                   | —                   | Magnetic Man |

### Autres morceaux classés
| Année | Single                       | Meilleure position | Meilleure position | Album        |
| Année | Single                       | UK                 | UK DAN             | Album        |
| ----- | ---------------------------- | ------------------ | ------------------ | ------------ |
| 2010  | Crossover (featuring Katy B) | 114                | 19                 | Magnetic Man |

### Autres morceaux sortis
| Année | Single                     | Album                               |
| ----- | -------------------------- | ----------------------------------- |
| 2007  | Soulz                      | Dubstep Allstars: Volume 5          |
| 2007  | Alright, What's Happening? |                                     |
| 2007  | Ligma                      |                                     |
| 2008  | Ligma VIP                  | Mary Anne Hobbs presents Evangeline |